# Xanthoparmelia togashii
Xanthoparmelia togashii är en lavart som beskrevs av Kurok. Xanthoparmelia togashii ingår i släktet Xanthoparmelia och familjen Parmeliaceae.   Inga underarter finns listade i Catalogue of Life.